# Burgenländische Leithaauen
Burgenländische Leithaauen este o arie protejată (sit de importanță comunitară — SCI) din Austria întinsă pe o suprafață de 117,3 ha, integral pe uscat.

## Localizare
Centrul sitului Burgenländische Leithaauen este situat la coordonatele 48°03′40″N 16°55′04″E / 48.061°N 16.9178°E.

## Înființare
Situl Burgenländische Leithaauen a fost declarat sit de importanță comunitară în noiembrie 2018 pentru a proteja 6 specii de animale.

## Biodiversitate
Situată în ecoregiunea continentală, aria protejată conține 3 habitate naturale: Lacuri eutrofice naturale cu vegetație de tip Magnopotamion sau Hydrocharition, Păduri aluvionare cu Alnus glutinosa și Fraxinus excelsior (Alno-Padion, Alnion incanae, Salicion albae), Păduri mixte riverane de Quercus robur, Ulmus laevis și Ulmus minor, Fraxinus excelsior sau Fraxinus angustifolia, de-a lungul marilor râuri (Ulmenion minoris).
La baza desemnării sitului se află mai multe specii protejate:
- amfibieni (2): buhai de baltă cu burta roșie (Bombina bombina), triton cu creastă dobrogean (Triturus dobrogicus)
- mamifere (2): castor (Castor fiber), vidră de râu (Lutra lutra)
- nevertebrate (2): rădașcă (Lucanus cervus), Ophiogomphus cecilia